# العلاقات الأذربيجانية الجورجية
العلاقات الأذربيجانية الجورجية هي العلاقات الثنائية التي تجمع بين أذربيجان وجورجيا.

## مقارنة بين البلدين
هذه مقارنة عامة ومرجعية للدولتين:
| وجه المقارنة                                              | أذربيجان        | جورجيا                          |
| --------------------------------------------------------- | --------------- | ------------------------------- |
| المساحة (كم2)                                             | 86.60 ألف       | 69.70 ألف                       |
| عدد السكان (نسمة)                                         | 10.00 مليون     | 3.72 مليون                      |
| الكثافة السكانية (ن./كم²)                                 | 115.47          | 53.37                           |
| العاصمة                                                   | باكو            | تبليسي، كوتايسي                 |
| اللغة الرسمية                                             | اللغة الأذرية   | اللغة الجورجية، اللغة الأبخازية |
| العملة                                                    | مانات أذربيجاني | لاري جورجي                      |
| الناتج المحلي الإجمالي (بليون دولار)                      | 40.75 مليار     | 15.16 مليار                     |
| الناتج المحلي الإجمالي (تعادل القوة الشرائية) بليون دولار | 171.56 مليار    | 35.68 مليار                     |
| الناتج المحلي الإجمالي الاسمي للفرد دولار أمريكي          | 5.50 ألف        | 3.79 ألف                        |
| الناتج المحلي الإجمالي للفرد دولار أمريكي                 | 17.52 ألف       |                                 |
| مؤشر التنمية البشرية                                      | 0.751           | 0.754                           |
| رمز المكالمات الدولي                                      | +994            | +995                            |
| رمز الإنترنت                                              | .az             | .ge، .გე ‏                       |
| المنطقة الزمنية                                           | ت ع م+04:00     | ت ع م+04:00                     |

## مدن متوأمة
في ما يلي قائمة باتفاقيات التوأمة بين مدن أذربيجانية وجورجية:
- ترتبط سومقاييت مع روستاوي باتفاقية توأمة منذ 1987.
- ترتبط نخجوان مع باطوم باتفاقية توأمة.
- ترتبط كنجه مع كوتايسي باتفاقية توأمة منذ 21 نوفمبر 2013.

## منظمات دولية مشتركة
يشترك البلدان في عضوية مجموعة من المنظمات الدولية، منها:
| علم المنظمة | اسم المنظمة                          | تاريخ انضمام أذربيجان | تاريخ انضمام جورجيا |
| ----------- | ------------------------------------ | --------------------- | ------------------- |
|             | يونسكو                               | 3 يونيو 1992          | 7 أكتوبر 1992       |
|             | مؤسسة التمويل الدولية                | 11 أكتوبر 1995        | 29 يونيو 1995       |
|             | مجلس أوروبا                          | 25 فبراير 2001        | 27 أبريل 1999       |
|             | مؤسسة التنمية الدولية                | 31 مارس 1995          | 31 أغسطس 1993       |
|             | منظمة الأمن والتعاون في أوروبا       | 30 يناير 1992         | 24 مارس 1992        |
|             | الاتحاد البريدي العالمي              | ?                     | ?                   |
|             | الاتحاد الدولي للاتصالات             | 10 أبريل 1992         | 7 يناير 1993        |
|             | منظمة التعاون الاقتصادي للبحر الأسود | ?                     | 25 يونيو 1992       |
|             | الأمم المتحدة                        | 2 مارس 1992           | 31 يوليو 1992       |
|             | البنك الدولي للإنشاء والتعمير        | 18 سبتمبر 1992        | 7 أغسطس 1992        |

## أعلام
هذه قائمة لبعض الشخصيات التي تربطها علاقات بالبلدين:
- بولاد بولبول أغلو (4 فبراير 1945 – )
- عزيزة مصطفى زاده (مغنية أذربيجانية، 19 ديسمبر 1969 – )

## وصلات خارجية
- موقع وزارة الخارجية الأذربيجانية
- موقع وزارة الخارجية الجورجية